# 和硕县
和硕县（維吾爾語：خوشۇت ناھىيىسى‎ ），是中国新疆维吾尔自治区巴音郭楞蒙古自治州所辖的一个县。总面积为12753平方公里，常住人口約6万人。

## 名称
和硕县之“和硕”为卫拉特蒙古部落“和硕特”（蒙古语： hoshuud，又译“霍碩特”）之省，意为“先遣部队”，与满语宗室封号“和硕”（穆麟德轉寫：hošo -i）无关，与盟旗行政区“旗”的蒙古语“胡硕”（蒙古语： hôxûû(n)）意义也不同。
在蒙古语内蒙古方言的喀喇沁土语中，“和硕〈特〉”县（发音接近霍硕德）之“硕”与胡硕之“硕”声母不同，前者“ᠱᠤ”为翘舌的“su”，後者“ᠰᠢ
(-ᠤ)”为腭化的“xu”。然而，“和硕特”一词实为胡都木蒙文自卫拉特托忒蒙文的借入，只不过借回胡都木文时没有按语源写回“ᠬᠣᠰᠢᠭᠤᠳ”，而卫拉特托忒蒙文（及绝大多数中国蒙古族使用的胡都木蒙文）无法区分此二音。

## 歷史
汉为危须国地，屬西域都護府，後屬焉耆國。382年，前秦吕光攻降焉耆，地属前秦。448年，北魏伐焉耆，置焉耆镇。唐設置焉耆都護府，為安西四鎮之一。明朝时，先后归东察合台汗国和叶尔羌统治。清朝前期，为和硕特蒙古游牧地。
- 清乾隆三十六年（1771年），厄鲁特蒙古四部之一的和硕特部落东归后，被清政府安置在今和静县和和硕县境内。
- 乾隆三十八年（1773年），和硕特部设巴图色特启勒图盟，归属伊犁将军节制。
- 光绪八年（1882年），和硕特归喀喇沙尔直隶厅管辖。光绪二十五年（1899年），和硕特归焉耆府管辖。
- 民国十九年（1930年），和硕特部属焉耆行政公署管辖。
- 民国二十八年（1939年），盛世才“改土归流”，下令废盟并成立“和硕设治局”，局治设在塔温决肯，隶属焉耆行政区。[2]
- 民国三十年（1941年），局治迁至乌什塔拉。
- 民国三十五年（1946年），成立和硕县。
- 1950年，和硕县治迁至清水河。
- 1954年，隶属巴音郭楞蒙古自治州。
- 1970年，析置博湖县。

## 人口
2020年末，根據全國第七次人口普查結果顯示：全縣常住人口为59299人。

## 地理
和硕县位于新疆维吾尔自治区中部，天山南麓，焉耆盆地东北部，北依天山。东邻托克逊县，南接尉犁县，西与焉耆縣相连，西北与和静縣相望，西南依博斯腾湖。和硕县中部平原地势低平，是由周围山麓向湖倾斜的洪积冲积平原，有清水河、曲惠河、乌什塔拉河等河流。
和硕县属暖温带大陆性干旱气候，年平均气温8.6℃，最低气温-31.6℃；极端最高气温39.2℃。热量适中，光照充足。 四季分明，昼夜温差大，春季升温快而不稳，秋季短暂而降温迅速，多晴少雨，光照充足，空气干燥，风沙较多。

## 行政区划
和硕县下辖3个镇、3个乡、1个民族乡：
特吾里克镇、塔哈其镇、曲惠镇、乌什塔拉回族乡、苏哈特乡、乃仁克尔乡、新塔热乡、清水河农场和和硕县马兰公安管区。

## 特產
- 烤全羊：是有名的名贵菜肴之一，一般选用两岁羊宰杀剥皮、去蹄、去内脏，在拌有洋葱、姜、盐的水中稍微腌制，再用蛋黄、盐水、姜黄、孜然粉、精制面粉调成糊涂抹在全羊外表，然后放在烘热的馕炕中，封口焖烤一小时左右即成。
- 手抓肉：是蒙古族牧民自古以来游牧生活的传统食品，也是牧民招待贵客的高规格的礼仪食品。
- 乌粗陶鲁尕：蒙古语意为羊头和羊尾脊髓荐骨，即清煮手抓羊肉，是蒙古族婚礼和接待尊贵客人时上的菜肴。
- 奶酒：蒙古奶酒色清味甘，性温补，含酒精浓度一般不超过30度，每年七、八、九月，正是牧区奶酒飘香的季节，在蒙古族牧民的蒙古包里都备有大桶的奶酒，以供日常自用和待客。
- 烤羊肉串：烤羊肉串用新鲜羊腿肉，切成薄片，依次穿在长约30公分的铁钎上，有大串和小串之分，每串间带一片肥羊肉。烤炉是一个铁皮长槽，铁皮槽分上下两层，中间隔板有无数通风圆孔，一端口进风，燃料为炭火。将羊肉串排在烤炉铁皮槽子上，边烤边撒细盐、孜然和辣椒面，两面翻烤几分钟便可食用。